# Photographie surréaliste
La photographie surréaliste est d'abord la partie du mouvement surréaliste qui s'est consacré à la photographie, puis les artistes plus tardifs s'étant revendiqué des pratiques et théories proposées par les photographes surréalistes.
Les photographes surréalistes proposent plusieurs innovations, notamment le perfectionnement du photogramme par Man Ray et l'invention du procédé de solarisation par Lee Miller et Man Ray. 
Les compositions surréalistes se situent souvent hors du cadre réaliste, ou dans une dynamique de déréalisation. Les travaux de Germaine Krull proposent ainsi des fragments de réel détachés de leur contexte, tandis que Man Ray ajoute régulièrement des éléments sur ses tirages, participant ainsi de la technique surréaliste du collage.

## Histoire
Les surréalistes s'intéressent dès le début du mouvement à la photographie, dans la lignée de dada. Man Ray est ainsi présent dès 1921 dans le groupe parisien qui formera le noyau dur du surréalisme. Il tirera d'ailleurs le portrait de la plupart de ses membres, souvent en les mettant en scène et en intervenant sur les tirages pour ajouter des éléments, participant ainsi de la pratique du collage surréaliste.
Brassaï intègre le groupe surréaliste en 1924, par l'intermédiaire de Robert Desnos et Jacques Prévert.
Éli Lotar et sa compagne Germaine Krull arrivent à Paris en 1924 et participent au groupe surréaliste, sans en être néanmoins des membres centraux. Germaine Krull obtient du succès dès 1925 avec son portfolio Metal, montrant des fragments de ponts transbordeurs ou de machineries de la tour Eiffel, aux cadrages audacieux, souvent en contre-plongée, déconnectées d’une vision réaliste. Lotar se fait quant à lui connaître surtout en 1929 pour son reportage consacré aux abattoirs de La Villette.
Des photographies de l'allemand Hans Bellmer sont régulièrement publiées dans la revue surréaliste Minotaure. En 1938, il quitte l'Allemagne, où il est considéré comme « artiste dégénéré », et rejoint plus directement les activités du groupe surréaliste.

## Techniques

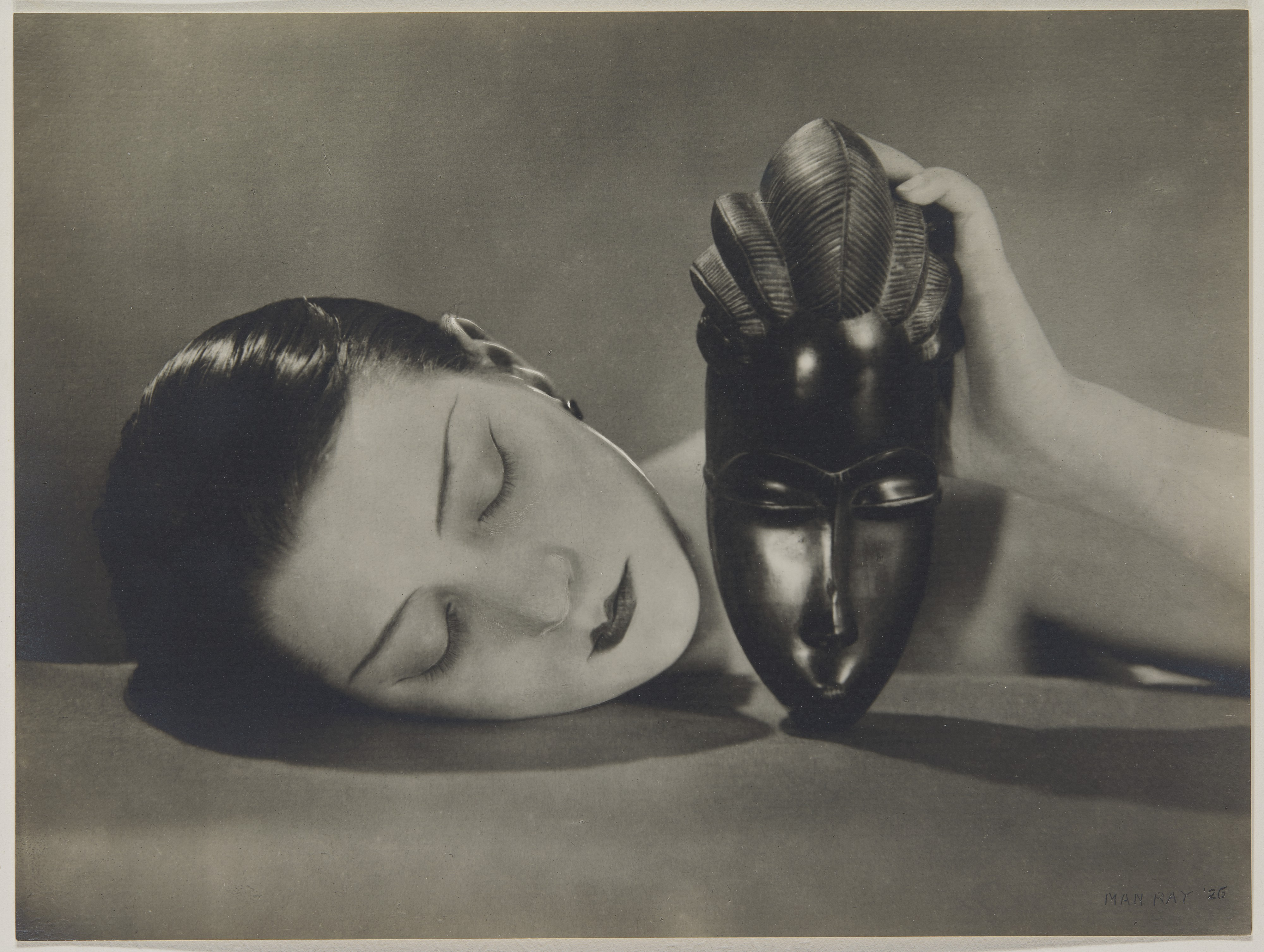
Noire et blanche par Man Ray, avec Kiki de Montparnasse comme modèle et un masque africain (1926)

### Aller aux limites de la photographie
Comme dans les autres arts, les surréalistes cherchent en photographie à repousser les limites traditionnellement assignées, et à lui assigner d'autres fins. André Breton écrit ainsi à propos de Man Ray : « Il était nécessaire (...) qu'un parfait technicien de la photographie, qui fût aussi de la classe des meilleurs peintres, se préoccupât, d'une part d'assigner à la photographie les limites exactes à quoi elle peut prétendre, d'autre part de la faire servir à d'autres fins que celles pour lesquelles elle paraissait avoir été créée, et notamment à poursuivre pour son compte et dans la mesure de ses propres moyens, l'exploration de cette région que la peinture croyait pouvoir se réserver. »
Man Ray cherche ainsi à destructurer l'espace dans ses oeuvre, notamment en pratiquant le collage ou la juxtaposition d'éléments opposés. Les surréalistes, en particulier Hans Bellmer, cherchent également à déranger le spectateur par les thématiques érotiques et les mises en scène étranges. Germaine Krull, quant à elle, pratique la déréalisation, en extrayant du réel des fragments qui n'ont plus de sens apparent hors de leur contexte propre. Toutes ces techniques tendent vers la volonté surréaliste de renverser le rationalisme, en explorant notamment le thème du rêve.

### Le brûlage
Le brûlage est une technique automatique développée et utilisée par David Hare, proche d'André Breton à partir de 1941 et qui participe à l'Exposition internationale du surréalisme de 1947. La technique fut aussi utilisée par Raoul Ubac.
Dans la technique du brûlage, un négatif photographique exposé mais non fixé est chauffé par le bas, provoquant une distorsion aléatoire de l'image résultante, une fois développée.

### La triptographie
La triptographie est une technique photographique automatique par laquelle un rouleau de film est utilisé trois fois,, soit par le même photographe, soit, dans l'esprit du cadavre exquis, par trois photographes différents. Cela provoque une triple exposition, de telle sorte que les chances d'avoir pour résultat une seule photographie avec un sujet clair et défini est presque impossible. Il faut alors découper le film en comptant uniquement les trous d'entraînement, sans tenir compte des images présentes sur le négatif. Les résultats ont une qualité qui rappelle la période transitoire du sommeil où un rêve devient soudainement un autre.
Le créateur Christopher Thurlow affirme avoir inventé cette technique lorsque son envie de continuer à prendre des photographies a été soudainement contrariée par le fait qu'il était à court de pellicule non exposée.